# 215
215 је била проста година.

## Догађаји
- Каракалине трупе масакрирају становништво Александрије, Египат, почевши од водећих грађана. Цар је био љут због сатире, произведене у Александрији, исмевајући његову тврдњу да је убио Гета у самоодбрани.
- Уводи се новчић, Антонинијан. Тежина овог новчића је само 1/50 фунте. Бакар постепено нестаје, а средином трећег века, са римском економијом у кризи, Антонијан ће бити једина званична валута.
- Зханг Лиао задржава кинеске инвазионе снаге Сун Куана у бици код Сјаојао Форда у Хефеју, Кина.
- Вачаган I постаје краљ Кавкаске Албаније.
- Умире Климент Александријски велики хришћански учитељ из Александрије.